# Jacques Lavoie
Pour les articles homonymes, voir Lavoie.
 (août 2018).
Jacques Lavoie (né le 4 novembre 1936 et décédé le 20 janvier 2000) est un fonctionnaire, technicien en radiologie et ancien homme politique fédéral du Québec.

## Biographie
Né à Montréal, Jacques Lavoie fut élu député progressiste-conservateur lors d'une élection partielle déclenchée à la suite du départ du député Gérard Pelletier en 1975. Il changea d'affiliation politique pour se rallier au Parti libéral en 1977, mais dû se présenter à titre de candidant indépendant dans la nouvelle circonscription d'Hochelaga—Maisonneuve. Il perdit les élections de 1979 face au libéral Serge Joyal. Durant son passage comme député progressiste-conservateur, il fut porte-parole en matière de Logements et d'Affaires urbaines de 1976 à 1977.
À titre de candidat progressiste-conservateur il tenta sans succès de se faire élire dans la circonscription de Québec-Ouest en 1963 et 1965 ainsi que dans la circonscription d'Hochelaga en 1972 et en 1974. Jacques Lavoie décède le 20 janvier 2000 à Montréal à l'âge de 63 ans.